# Mitchell Weiser
Mitchell-Elijah Weiser, född 21 april 1994 i Troisdorf, är en tysk fotbollsspelare som spelar för Werder Bremen, på lån från Bayer Leverkusen. 

## Karriär
Den 31 augusti 2021 lånades Weiser ut av Bayer Leverkusen till Werder Bremen på ett säsongslån.